# Before the Shot
Before the Shot ("Avant la piqûre") est une huile sur toile de Norman Rockwell, peinte en 1958 pour illustrer la couverture du Saturday Evening Post, exposée au musée Norman Rockwell de Stockbridge (Massachusetts) aux États-Unis. 

## Description de l’œuvre
Ce tableau représente deux personnages s'opposant, d'un côté un médecin et de l'autre un petit garçon se déshabillant, le médecin est occupé à sortir ses seringues contenant le vaccin.
Les nombreux diplômes accrochés au mur et les stores fermés ont un effet rassurant ; les mères du XXe siècle hésitaient à emmener leur enfant chez le médecin pour faire une piqûre. La posture de l'enfant et ses fesses nues donnent un aspect humoristique à ce tableau censé informer les familles américaines.
Le tableau a été réalisé à l'occasion de la réussite de la campagne de vaccination contre la poliomyélite aux États-Unis en 1958, soit quatre ans après la découverte de ce même vaccin par le professeur Jonas Salk.